# Jaguares XV en la Currie Cup 2019
La Currie Cup First Division 2019 fue la primera y única temporada en donde participaron los Jaguares XV de Argentina en la competición de Sudáfrica.

## Equipo
Equipo 

## Fixture

### Fase regular[3]
| 6 de julio, 10:00 HOA (UTC-3) | Griffons | 43 - 50 | Jaguares XV | North West Stadium, |  |
|                               |          | Reporte |             |                     |  |

| 13 de julio, 9:00 HOA (UTC-3) | Jaguares XV | 54 - 17 | Boland Cavaliers | Fanie Du Toit Sports Ground, |  |
|                               |             | Reporte |                  |                              |  |

| 20 de julio, 10:00 HOA (UTC-3) | Border Bulldogs | 12 - 78 | Jaguares XV | Police Park, East London, |  |
|                                |                 | Reporte |             |                           |  |

| 27 de julio, 10:00 HOA (UTC-3) | EP Elephants | 15 - 54 | Jaguares XV | Wolfson Stadium, |  |
|                                |              | Reporte |             |                  |  |

| 3 de agosto, 10:00 HOA (UTC-3) | Jaguares XV | 83 - 3 | SWD Eagles |  |  |

| 10 de agosto, 9:30 HOA (UTC-3) | Valke | 19 - 122 | Jaguares XV |  |  |

| 16 de agosto, 14:00 HOA (UTC-3) | Jaguares XV | 42 - 10 | Leopards |  |  |

### Semifinal
| 24 de agosto | Jaguares XV | 37 - 27 | Valke |  |  |

### Final
| 31 de agosto | Jaguares XV | 27 - 13 | Griffons |  |  |